# 羊舌赤
伯华（？—？），姬姓，羊舌氏，名赤，字伯华，中国春秋时期晋国的大夫，他是羊舌职的儿子，叔向的兄长。前570年，羊舌职去世，中军尉祁奚推荐为伯华（羊舌赤）代替其位。魏绛执法，杀死在军中乱行的晋悼公弟弟扬干的仆人，晋悼公大怒，伯华肯定了魏绛的做法，使晋悼公重赏了魏绛。前552年，范宣子、士鞅父子诬陷栾盈谋反，羊舌氏受到牵连，伯华、叔向一度被下狱。其弟叔虎被杀。伯华之子子容。